# Матрица (математика)
Вижте пояснителната страница за други значения на матрица.
Матриците са основен елемент от линейната алгебра. В математиката, матрица представлява правоъгълна таблица от величини, най-често числа (числова матрица), наричани елементи на матрицата. Елементи на матрица могат да са числа, вектори, функции или други математически обекти. Те могат да бъдат от произволно поле (например {\displaystyle \mathbb {R} ^{n}} или {\displaystyle \mathbb {C} ^{2}}) или пръстен. Матриците и матричната алгебра са основни в линейната алгебра. Те се използват за решаване на линейни системи, линейни преобразувания и собствени стойности. Матрица от тип m × n над поле F се нарича матрица, елементите на която са от полето F и има m реда и n стълба:
{\displaystyle A={\begin{pmatrix}a_{11}&a_{12}&\cdots &a_{1n}\\a_{21}&a_{22}&\cdots &a_{2n}\\\vdots &\vdots &\ddots &\vdots \\a_{m1}&a_{m2}&\cdots &a_{mn}\\\end{pmatrix}}}
Множеството от матриците над поле F от тип m × n им може да се запише като Fmxn.
Пример за матрица 4 × 3 над полето на реалните числа:
{\displaystyle {\begin{bmatrix}0&-2&7\\15&1&-0,14\\3&5&6\\\pi &-7&0\end{bmatrix}}}

## Математическа нотация
Обикновено матриците се отбелязват с главни латински букви – например A, а елементите на матрицата се записват със съответната малка или главна буква – aik или Aik, като първият индекс показва номера на реда, а вторият – номера на стълба, на който се намира елементът в матрицата. Освен скоби от вида [ ], е възможно изписване с ( ) и {\displaystyle \parallel \ \ \parallel }

## Елементи на матриците
В една квадратна матрица от ред n, елементите с равни индекси (aii, i=1.. n) образуват главния ѝ диагонал:
{\displaystyle a_{ii},i=1..n}
Елементите, сборът от индексите на които е равен на n+1 (aij, i=1.. n, j=n..1), образуват страничния диагонал:
{\displaystyle a_{1n},a_{2n-1},..,a_{n1}}

## Видове матрици
Най-често се използват матрици с елементи от полето {\displaystyle \mathbb {R} } и {\displaystyle \mathbb {C} }. В първия случай матрицата се нарича реална, а във втория – комплексна.
- нулева матрица (0) – матрица, при която всички елементи са нули:

{\displaystyle {\begin{bmatrix}0&0&0\\0&0&0\\0&0&0\end{bmatrix}}}
- квадратна матрица – матрица с равен брой на редове и колони:

{\displaystyle {\begin{bmatrix}a&b\\c&d\end{bmatrix}}}
- правоъгълна матрица – матрица с различен брой редове и колони:

{\displaystyle {\begin{bmatrix}a&b&c\\d&e&f\end{bmatrix}}}
- триъгълна матрица – квадратна матрица, при която елементите под или над главния диагонал са нули, съответно горна или долна триъгълна матрица:

{\displaystyle {\begin{bmatrix}2&0&7\\0&1&-3\\0&0&5,3\end{bmatrix}}}
- диагонална матрица – квадратна матрица, чиито елементи, неучастващи в главния диагонал, са нули:

{\displaystyle {\begin{bmatrix}2&0&0\\0&1&0\\0&0&5\end{bmatrix}},\ i\neq j\Rightarrow a_{ij}=0}
- скаларна матрица – диагонална матрица, елементите от главния диагонал на която са равни:

{\displaystyle {\begin{bmatrix}\lambda &0&0\\0&\lambda &0\\0&0&\lambda \end{bmatrix}}}
- единична матрица (E) – скаларна матрица с елементи от главния диагонал равни на единица:

{\displaystyle {\begin{bmatrix}1&0&0\\0&1&0\\0&0&1\end{bmatrix}}}
- еднакви матрици – когато {\displaystyle a_{ik}=b_{ik}}, тоест съответните им елементи са равни.[1]
- симетрична матрица – квадратна матрица {\displaystyle A(a_{ij})}, за която е изпълнено {\displaystyle a_{ij}=a_{ji},\forall i,j}:

{\displaystyle {\begin{bmatrix}1&6&7\\6&2&8\\7&8&3\end{bmatrix}}}
- антисиметрична матрица – квадратна матрица {\displaystyle A(a_{ij})}, за която е изпълнено {\displaystyle a_{ij}=-a_{ji},\forall i,j}:

{\displaystyle {\begin{bmatrix}0&5&1\\-5&0&7\\-1&-7&0\end{bmatrix}}}

## Елементарни преобразувания с матрици
- смяна на местата на два реда:

{\displaystyle {\begin{bmatrix}a&b\\c&d\\e&f\end{bmatrix}}\Rightarrow {\begin{bmatrix}c&d\\a&b\\e&f\end{bmatrix}}}
- прибявяне на един ред на матрица към друг:

{\displaystyle {\begin{bmatrix}a&b&c\\d&e&f\end{bmatrix}}\Rightarrow {\begin{bmatrix}a+d&b+e&c+f\\d&e&f\end{bmatrix}}}
- умножаване на ред на матрицата с число различно от 0:

{\displaystyle {\begin{bmatrix}a&b\\c&d\\e&f\end{bmatrix}}\Rightarrow {\begin{bmatrix}a&b\\\lambda c&\lambda d\\e&f\end{bmatrix}},\lambda \neq 0}

## Основни операции с матрици

### Транспониране
Транспонирането е унарна операция. Транспонирата матрица се бележи с AT и се получава, като в матрицата A редовете се запишат като стълбовете, т.е. аTij = аji. Пример:
{\displaystyle A_{m\times n}={\begin{bmatrix}1&2&3\\4&5&6\\7&8&9\\10&11&12\end{bmatrix}},\quad A_{n\times m}^{T}={\begin{bmatrix}1&4&7&10\\2&5&8&11\\3&6&9&12\end{bmatrix}}}

### Събиране
Събират се само матрици от един и същи ред. Елементите на новополучената матрица (сбора), са равни на сбора на съответните елементи от събираните матрици:
{\displaystyle {\begin{bmatrix}1&2,7&0\\3&1&x\\\pi &2,4&x\end{bmatrix}}+{\begin{bmatrix}2,5&3,3&0\\2&1&2x\\4&2,4&y\end{bmatrix}}={\begin{bmatrix}3,5&6&0\\5&2&3x\\4+\pi &4,8&x+y\end{bmatrix}}}
Свойства:
- комутативност: {\displaystyle {\mathsf {A+B=B+A}}}
- асоциативност: {\displaystyle {\mathsf {A+(B+C)=(A+B)+C}}}
- дистрибутивност: {\displaystyle {\mathsf {(c+d)A=cA+dA}}}, {\displaystyle {\mathsf {c(A+B)=cA+cB}}}
- неутралност на нулевата матрица: {\displaystyle {\mathsf {A+0=0+A=A\forall A}}}
- {\displaystyle {\mathsf {A+C=B+C}}}, където A и B са еднакви матрици
- противоположната матрица на матрицата А означаваме с –А, за която е в сила {\displaystyle {\mathsf {A+(-A)=0}}}
- разликата на матриците А и В е матрицата {\displaystyle {\mathsf {C=A+B}}}, като към А прибавим противоположната матрица на В, тоест {\displaystyle {\mathsf {A-B=A+(-B)}}}:

{\displaystyle {\begin{bmatrix}2&3&1\\1&2&3\end{bmatrix}}+{\begin{bmatrix}3&-2&1\\0&5&2\end{bmatrix}}={\begin{bmatrix}5&1&2\\1&7&5\end{bmatrix}}}

### Умножение на матрица с число (скалар)
Всеки елемент на матрицата се умножава с числото:
{\displaystyle \lambda A={\begin{bmatrix}\lambda a_{11}&\lambda a_{12}&\cdots &\lambda a_{1n}\\\vdots &\vdots &\ddots &\vdots \\\lambda a_{m1}&\lambda a_{m2}&\cdots &\lambda a_{mn}\end{bmatrix}}}
Свойства:
- {\displaystyle {\mathsf {1A=A}}}
- ако {\displaystyle {\mathsf {c,d\in \mathbb {R} }}}, то {\displaystyle {\mathsf {c(dA)=(cd)A}}}
- ако А и В са еднакви матрици, то {\displaystyle {\mathsf {{\mathit {k}}A={\mathit {k}}B}}}

### Умножение на матрици
Умножението на матриците A и B е дефинирано само когато A е съгласувана с B, т.е., когато броят на стълбовете на A е равен на броя на редовете на B. Произведението Cm x p на Am x n и Bn x p се дефинира с равенството:
{\displaystyle c_{ij}=\sum _{k=1}^{n}a_{ik}b_{kj}=a_{i1}b_{1j}+a_{i2}b_{2j}+...+a_{in}b_{nj}}.
Тоест всеки ред на матрицата A се умножава последователно с всеки от стълбовете на B, като всяко от тези произведения дава един елемент от реда на матрицата C с номер, съвпадащ с този на A. Първият ред на A, умножен с всички стълбове на B, дава всички елементи от първия ред на C и т.н. Пример:
{\displaystyle {\begin{bmatrix}1&3\\0&-2\\4&1\end{bmatrix}}.{\begin{bmatrix}7&9\\5&2\end{bmatrix}}={\begin{bmatrix}1*7+3*5&1*9+3*2\\0*7+(-2)*5&0*9+(-2)*2\\4*7+1*5&4*9+1*2\end{bmatrix}}={\begin{bmatrix}22&15\\-10&-4\\33&38\end{bmatrix}}}
Свойства:
- две квадратни матрици могат да бъдат умножени само ако са от един и същи ред
- комуникативност – не е в сила за произволни матрици
- асоциативност: {\displaystyle {\mathsf {A(BC)=(AB)C}}}
- дистрибутивност: {\displaystyle {\mathsf {A(B+C)=AC+BC}}}

## Ранг
При дадена произволна матрица {\displaystyle {\mathsf {A}}} с размерност {\displaystyle m\times n} можем да разгледаме нейните редове като n-мерни вектори:
{\displaystyle a_{1}={\begin{bmatrix}a_{11}&a_{12}&\cdots &a_{1n}\end{bmatrix}}}
{\displaystyle a_{2}={\begin{bmatrix}a_{21}&a_{22}&\cdots &a_{2n}\end{bmatrix}}}
{\displaystyle \cdots \cdots \cdots \cdots \cdots \cdots \cdots \cdots }
{\displaystyle a_{m}={\begin{bmatrix}a_{m1}&a_{m2}&\cdots &a_{mn}\end{bmatrix}}},
а колоните ѝ – като m-мерни вектори:
{\displaystyle a^{1}={\begin{bmatrix}a_{11}\\a_{21}\\\vdots \\a_{m1}\end{bmatrix}}}, {\displaystyle a^{2}={\begin{bmatrix}a_{21}\\a_{22}\\\vdots \\a_{m2}\end{bmatrix}}} {\displaystyle \cdots } {\displaystyle a^{n}={\begin{bmatrix}a_{1n}\\a_{2n}\\\vdots \\a_{mn}\end{bmatrix}}}.
Размерността {\displaystyle r_{x}} на подпространоството (в повечето случаи подпоространство на {\displaystyle \mathbb {R} ^{n}} или {\displaystyle \mathbb {C} ^{n}}) {\displaystyle {\mathit {V}}_{x}} се нарича хоризонтален, или ред-ранг на матрицата {\displaystyle |A|_{mn}}, а размерността {\displaystyle r_{b}} на подпространостното {\displaystyle {\mathit {V}}_{b}} – вертикален, или стълб-ранг на матрицата.

## Детерминанта
Детерминантата е свойство на всяка квадратна матрица, при което тя може да се съпостави на едно число |A|:
{\displaystyle {\mathsf {|A|}}=\Delta _{0}=\textstyle \sum (-1)^{\mathit {I}}a_{1}k_{1}.a_{2}k_{2}\dots a_{n}k_{n}\displaystyle },
където сумата е по всички пермутации (k1k2 … kn) на числата 1,2,…,n и I е броят на инверсиите в съответната пермутация. Инверсия в пермутация – {\displaystyle k_{i}>k_{j}}, при {\displaystyle i<j}.
В сила е нотацията {\displaystyle {\mathsf {|A|}}=det[A]=\Delta _{0}}.
Ако детерминантата на матрицата е различна от 0 (редовете ѝ са линейно независими), матрицата е линейно преобразувание. Нейно харктеристично уравнение е {\displaystyle {\mathsf {A^{2}}}:={\mathsf {AA}}}

### Пресмятане на детерминанта
За детерминанта от първи ред:
{\displaystyle \det {\begin{bmatrix}a\end{bmatrix}}=a}
За детерминанта от втори ред:
{\displaystyle \det {\begin{bmatrix}a&b\\c&d\end{bmatrix}}=ad-bc}
За детерминанта от трети ред:
{\displaystyle \det {\begin{bmatrix}a&b&c\\d&e&f\\g&h&i\end{bmatrix}}=aei+bfg+cdh-afh-bdi-ceg}
В останалите случаи, най-често свеждаме матрицата до горно или долно триъгълна чрез елементарни преобразувания (умножение на ред или стълб с дадено число и прибавяне на реда към друг ред (или прибавяне на стълб към друг стълб)).
{\displaystyle \det {\begin{bmatrix}a_{11}&a_{12}&\cdots &a_{1n}\\0&a_{22}&\cdots &a_{2n}\\\vdots &\cdots &\cdots &\vdots \\0&0&\cdots &a_{nn}\end{bmatrix}}=a_{11}a_{22}...a_{nn}.}
Детерминанта от n-ти ред се пресмята чрез развитие по ред или по стълб – една матрица от n-ти ред се получават n детерминати от (n-1)-ви ред.